# 星辰通信
星辰通信國際控股有限公司，簡稱星辰通信國際控股，以及星辰通信（英語：CENTRON TELECOM INTERNATIONAL HOLDING LIMITED，港交所除牌前：1155.HK），於1989年由戴國良（主席及行政總裁）創立，名為「福建先创电子有限公司」。
現時業務在國內經營研发、生产、销售移动通信网络覆盖产品，總部位於泉州市浔美先创科技园，招股價為2.96至3.55港元之間，發行新股為238,000,000股，而集資額為8.5億港元，而股份則在2007年7月5日於港交所主板上市。

## 連結
- Centron.com.hk （页面存档备份，存于）